# 1993年の日本の女性史
1993年の日本の女性史（1993ねんのにほんのじょせいし）は、1993年（平成5年）の日本における女性に関するできごとを時系列的に挙げる。
本項目は歴史研究としての女性史ではなく、日本における女性に関するできごとをある体系に基づいて述べようとするものではない。
- 1月- 矢野事件、矢野暢京都大学教授によるセクハラ事件等一連の京大セクハラ事件
- 3月- 兵庫県警察、セクハラ防止のため「女性記者への接し方読本」を配っていたことが判明
- 6月9日 - 皇太子徳仁親王と小和田雅子の結婚の儀
- 6月12日 - 施設入所の女性障害者が子宮を無断摘出されていたことが判明
  - 近畿の国立大学付属病院医師が「月経時の処理の介助が大変」と頼まれて、知的障害の3人の女性の正常な子宮を、本人の同意を得ずに摘出した。
- 6月14日 - 6月25日 国際連合の世界人権会議でウィーン宣言採択、女性の権利は人権であることをうたう。
  - 第1部第18項「女性と女子児童(girl-child)の権利は奪い得ない、不可欠にして、不可分な、普遍的人権の一部である。」「性別に関するあらゆる形態の差別の根絶は国際社会の優先課題である。」
- 6月18日 パートタイム労働法成立
- 8月6日 日本社会党委員長土井たか子、衆議院議長となる、女性初
- 9月 - 厚生省、子育て支援のための総合事業計画エンゼルプラン 発表
- 12月20日 国連、「女性に対する暴力の撤廃に関する宣言」採択

## この年
- この年、フィリピン人・韓国人等の元慰安婦による日本政府への損害賠償請求裁判が続いたが、いずれも一審・控訴審・上告審を経て原告敗訴に終わった。
  - 7月 日本政府、韓国で元慰安婦から聞き取り調査。8月4日 「従軍慰安婦」問題調査結果発表、日本政府は軍の関与・強制性を認め正式に謝罪
- 月刊誌『主婦と生活』休刊、『主婦の友』も生活情報誌にリニューアル
- 労働省がセクハラを定義、「相手方に意に反した性的な言動をし、それへの対応によって仕事上の不利益を与えたり、就業環境を悪化させること」
- 「シングル性調査」（博報堂）、結婚後も自由・自立・ときに自閉を求めるシングル度の高い男女の増加を指摘
- 香港で求職する日本人OLが増える。日本の会社を退職した30歳前後の女性が多い。